# شيرون سيمبسون
شيرون سيمبسون (بالإنجليزية: Sherone Simpson) هي عداءة مسافات قصيرة جامايكية ولدت في يوم 12 أغسطس 1984 في مانسشتر باريش في جمايكا، أبرز إنجازاتها هو فوزها بالميدالية الفضية في دورة الألعاب الأولمبية الصيفية 2008 في بكين، كما فازت مع الفريق الجمايكي بالميدالية الذهبية في سباق 4×100 تتابع في دورة الألعاب الأولمبية الصيفية 2004 في أثينا وفازت بالميدالية الفضية مع الفريق في دورة الألعاب الأولمبية الصيفية 2012 في لندن، وعلى صعيد بطولة العالم تمكنت من تحقيق الميدالية الذهبية مع الفريق في بطولة العالم لألعاب القوى 2015 في بكين وبالميدالية الفضية في بطولة العالم لألعاب القوى 2005 في هلسنكي وبطولة العالم لألعاب القوى 2011 في دايغو في كوريا الجنوبية، كما أنها فازت بسباق ال200 متر في دورة ألعاب الكومنولث 2006 في ملبورن في أستراليا، في سنة 2013 تورطت بقضية تناول منشطات مع العداء أسافا باول حيث أكتشف تناولها لمادة أوكسيلوفرين مما أدى لإيقافها عن المشاركة في دورة الألعاب الأولمبية الصيفية 2016 في ريو دي جانيرو في البرازيل.

## روابط خارجية
- شيرون سيمبسون على موقع الاتحاد الدولي لألعاب القوى (الإنجليزية)
- شيرون سيمبسون على موقع الدوري الماسي (الإنجليزية)
- شيرون سيمبسون على موقع اللجنة الأولمبية الدولية (الإنجليزية)
- شيرون سيمبسون على موقع أوليمبيديا (الإنجليزية)
- شيرون سيمبسون على موقع اتحاد ألعاب الكومنولث (مؤرشف) (الإنجليزية)